# Polizeibeamter

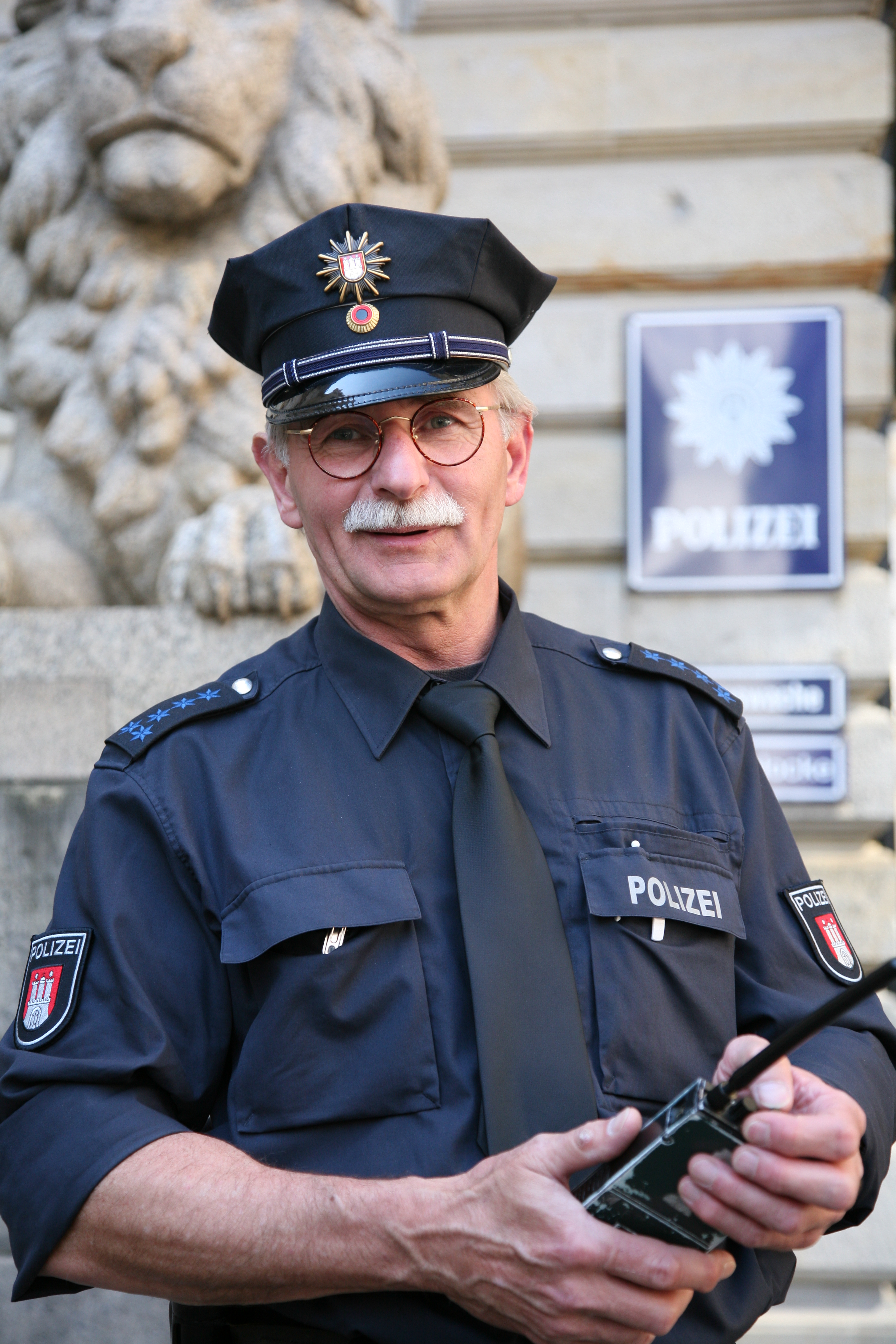
Hamburger Polizist mit der Amtsbezeichnung Polizeihauptmeister mit Amtszulage

Der Begriff Polizeibeamter ist ein Oberbegriff für bestimmte, bei den Polizeien tätige Amtsträger.
Bei der deutschen Polizei kann es sich um folgende Berufsgruppen handeln:
- Polizeivollzugsbeamte (PVB)
- Beamte im technischen Polizeidienst (z. B. Technischer Polizeiamtmann) oder im Verwaltungsdienst der Polizei (z. B. Polizeihauptsekretär). Diese Bezeichnungen gibt es nur in einigen Ländern, z. B. in Berlin. In anderen Ländern, z. B. Baden-Württemberg, hat die Polizeiverwaltung nichts mit der Polizei zu tun, was sich schon an der Dienstbezeichnung „Regierungssekretär“ usw. der Verwaltungsbeamten bei der Polizei widerspiegelt.
- Beamte bei allgemeinen Polizeibehörden, z. B. Landratsamt, Gemeinde (z. B. beim Gemeindevollzugsdienst in Baden-Württemberg), Regierungspräsidium, Kreispolizeibehörde, Ortspolizeibehörde, der die Polizeiaufgaben dieser Behörde wahrnimmt (Aufgabe und Bezeichnung der Behörde variiert in jedem Land).

In Österreich fallen die Beamten oder Vertragsbediensteten der Bundespolizei in die Gruppe Exekutivbediensteter (EB).
Umgangssprachlich wird der Begriff Polizeibeamter auch für die Beamten der Behörden benutzt, die polizeiliche Aufgaben wahrnehmen oder Aufgaben im Rahmen der öffentlichen Sicherheit und Ordnung wahrnehmen. Beispiele:
- Ordnungspolizei (Hessen)
- Kommunalpolizei Darmstadt
- Stadtpolizei Frankfurt am Main